# احمد بارزانی
احمد محمد بارزانی (۱۸۹۶ – ۱۱ ژانویهٔ ۱۹۶۹) (کردی: ئه‌حمه‌د محه‌ممه‌د بارزانی)، ملقب به خودان (کردی: خودان)، رئیس ایل بارزانی در کردستان بود. شیخ احمد را معمار حکومت بارزانی در کردستان عراق می‌دانند. او یک ملی‌گرای کرد بود که بسیاری از قبایل مختلف کرد را تحت فرمان خود آورد و منطقه بارزان را گسترش داد. او به همراه برادر کوچک‌ترش مصطفی بارزانی در دههٔ ۱۹۲۰ و ۱۹۳۰ علیه دولت پادشاهی عراق جنگید.

## جنگ با آشوری‌ها
هنگامی که آشوری‌ها در حال بازگشت به حکاری بودند، احمد بارزانی و متحدان زیباری‌اش سعی کردند از عبور آشوری‌ها از قلمروی خود جلوگیری کنند. آشوری‌ها به رهبری پتروس الیا آنها را شکست دادند و خسارات سنگینی وارد کردند.

## شورش بارزانی

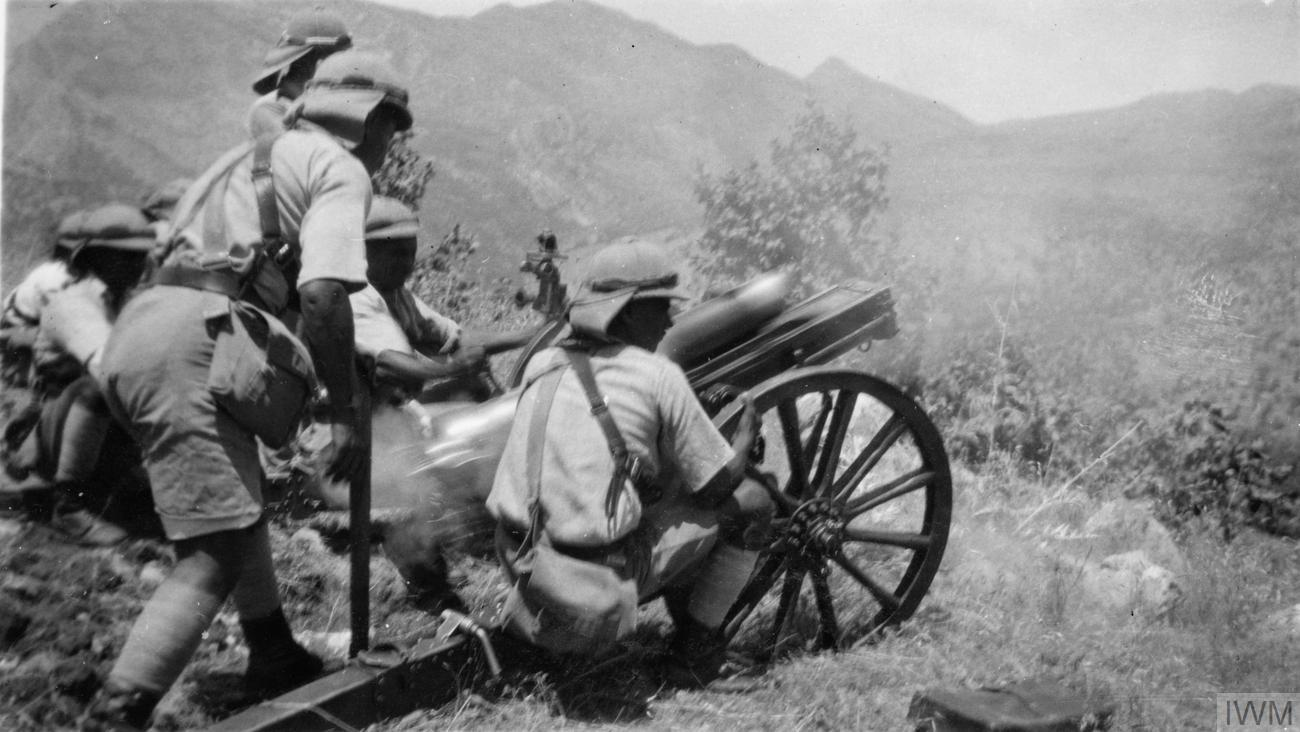
ارتش عراق، در جریان شورش بارزانی، ژوئن ۱۹۳۲ شهرهای تحت حاکمیت بارزانی را گلوله‌باران می‌کند.

اولین شورش بزرگ بارزانی در سال ۱۹۳۱ پس از اینکه برادر کوچکترش مصطفی بارزانی، یکی از برجسته‌ترین رهبران کرد در کردستان عراق، موفق شد تعدادی دیگر از اقوام کرد را که سلطه آنها را زیر سؤال می‌بردند، شکست دهد، رخ داد.
او بعدها مجبور به فرار به ترکیه شد، جایی که مدتی در بازداشت بود و سپس به تبعید در جنوب عراق فرستاده شد. او از سال ۱۹۳۱ تا ۱۹۳۷ بزرگ‌ترین انقلاب بارزان را رهبری کرد و احترام بسیاری از ژنرال‌های ارتش عراق را که با او می‌جنگیدند، مانند ژنرال عبدالجبار برزنجی، فرمانده ارتش عراق در منطقه بارزان را برانگیخت.
بارزانی مرکز تمرکز نارضایتی از انگلیس، عراق و ترکیه بود. او با جنبش‌های کرد در شمال به رهبری خویبون (شورش آرارات) بسیار همدل بود. او بسیاری از کردها را که در بارزان پناه می‌جستند، پذیرفت، از جمله کور حسین پاشا. در سپتامبر ۱۹۳۰، یک وابسته نظامی ترکیه در بغداد به نوری سعید، نخست‌وزیر عراق گفت: عملیات نظامی ترکیه در آرارات بسیار موفقیت‌آمیز بود. ارتش عملیات مشابهی را در غرب دریاچه وان انجام خواهد داد. در صورت حرکت ارتش عراق علیه شیخ بارزان، ارتش ترکیه در مرز عراق و ترکیه بسیج خواهد شد. در واقع، عصمت اینونو به نوری سعید در آنکارا شکایت کرد که شیخ احمد از شورش در آرارات حمایت می‌کند.

## حفاظت از محیط زیست
بارزانی اولین رهبر محیط زیست و رهبر حفاظت از محیط زیست کرد بود. وی مقرراتی را برای حفظ یک محیط پاک و پایدار اجرا کرد. او، از جمله این موارد را ممنوع کرد:
- قطع درختان، به ویژه درختانی که سایه ایجاد می‌کنند و از فرسایش جلوگیری می‌کنند
- برداشت بیش از حد عسل
- کشتن مارهای غیر سمی.
- ماهیگیری با دینامیت و سایر مواد منفجره
- شکار در فصل تولید مثل.[۳]

## میراث بارزانی
بارزانی روش سنتی حفظ رهبری در یک خانواده را رد کرد. وی تأکید کرد که هرکس پیشقدم می‌شود باید صلاحیت چنین کاری را داشته باشد. او فسادی را که در جنبش مردم کرد آغاز شده بود، محکوم کرد و به شدت از نادیده گرفتن توده‌های ستمدیده که قربانی شکست‌های جنبش بودند، انتقاد کرد.وی همچنین با تأکید بر اینکه ازدواج باید داوطلبانه باشد و در اینصورت اعتبار دارد: او چنین آزادی را یک حق اساسی مدنی می‌دانست و علناً بر آن تأکید می‌کرد.